# Marc Mézard
Marc Mézard (Aurillac, 29 agosto 1957) è un fisico francese noto per i suoi contributi alla fisica statistica.
È stato direttore dell'École normale supérieure (ENS).

## Biografia
Marc Mézard si è laureato all'École normale supérieure nel 1976 e ha conseguito l'agrégation in fisica. Ha poi conseguito il dottorato di ricerca in Fisica presso l'Università di Parigi 6 nel 1980, con una tesi in fisica delle particelle.
È entrato poi a far parte del Centre national de la recherche scientifique (CNRS) come ricercatore nel 1981. Nel 1987 divenne anche professore di fisica all'École Polytechnique. Nel 2001 è entrato a far parte del Centro di Fisica Teorica e Modelli Statistici dell'Università di Paris-Sud, di cui è direttore. Dal 2012 al 2022 è stato anche direttore della sua alma mater, l'ENS. Nel 2022 si trasferisce presso l'appena istituito Dipartimento di Computing Sciences dell'Università Bocconi di Milano.

## Ricerche
Marc Mézard si è occupato principalmente di fisica statistica, nel campo dei sistemi disordinati e dei sistemi complessi: vetri di spin (collaborando con Giorgio Parisi e Miguel Angel Virasoro), reti neurali, polimeri, ottimizzazione combinatoria, econofisica e altro.

## Opere
- Marc Mézard, Giorgio Parisi e Miguel Angel Virasoro, Spin Glass Theory and Beyond, Singapore, World Scientific, 1987, ISBN 9789971501150, OCLC 14929802.
- Marc Mézard e Andrea Montanari, Information, Physics, and Computation, Oxford, U.K., Oxford University Press, 2009, ISBN 9780198570837, OCLC 234430714.

## Premi e riconoscimenti
- Premio Ampère nel 1996
- Premio Humboldt nel 2009
- Premio Lars Onsager nel 2016[3]